# 十字軍国家

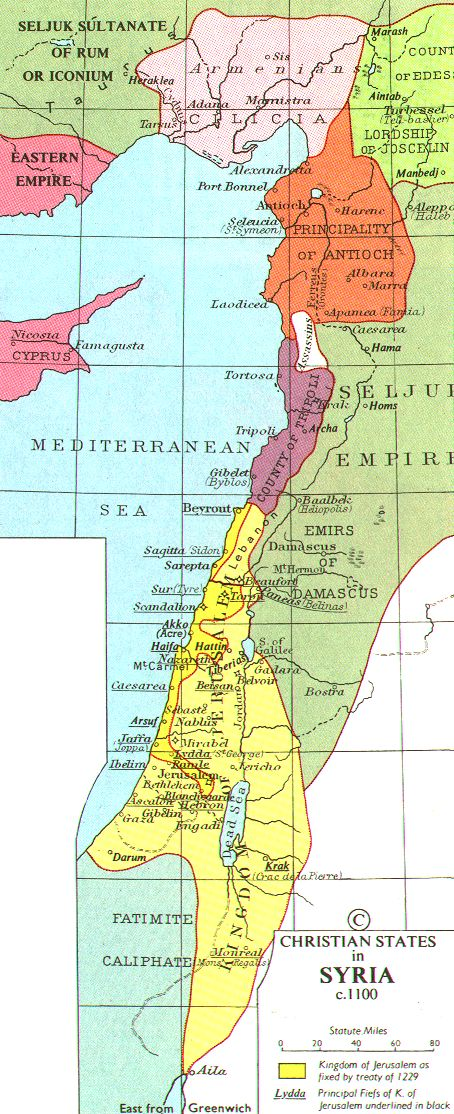
1100年ごろの十字軍国家群

十字軍国家（じゅうじぐんこっか）とは、正教会とイスラム教が大勢を占めていた11世紀末の東部地中海のシリア・パレスチナ沿岸に、西欧のカトリック国家の騎士や庶民たちが十字軍を編成して攻め込んだ結果、12世紀から13世紀の間に成立していた封建制国家群である。

## レヴァント
第1回十字軍の後、間もなく、最初の4つの十字軍国家がレヴァントに成立した。
- エデッサ伯国
- アンティオキア公国
- エルサレム王国
- トリポリ伯国

最初の十字軍国家エデッサ伯国は1098年に建国され、1144年に、最初にムスリムに滅ぼされた。エルサレム王国は1100年に成立し、アッカの港が陥落する1291年まで、最後まで存続した十字軍国家である。
アルメニア人の国キリキア王国は十字軍以前から存在したが、フランス人のルジニャン王朝の成立によって半ば西欧化された。
他に、多くのエルサレム王国の従属国があったが、そのうち主要な4カ国は以下の通りである。
- ガリラヤ公国（英語版）
- ヤッファ＝アスカロン伯国
- トランスヨルダン領（英語版）
- シドン領（英語版）

## キプロス
第3回十字軍の際、十字軍はキプロス王国を建国した。イングランド王リチャード1世が聖地に向かう途中でキプロスを征服したが、島は1489年にヴェネツィア共和国が併合するまでエルサレムから追われたエルサレム王ギー・ド・リュジニャンとその末裔たちによって統治された。

## ギリシャ

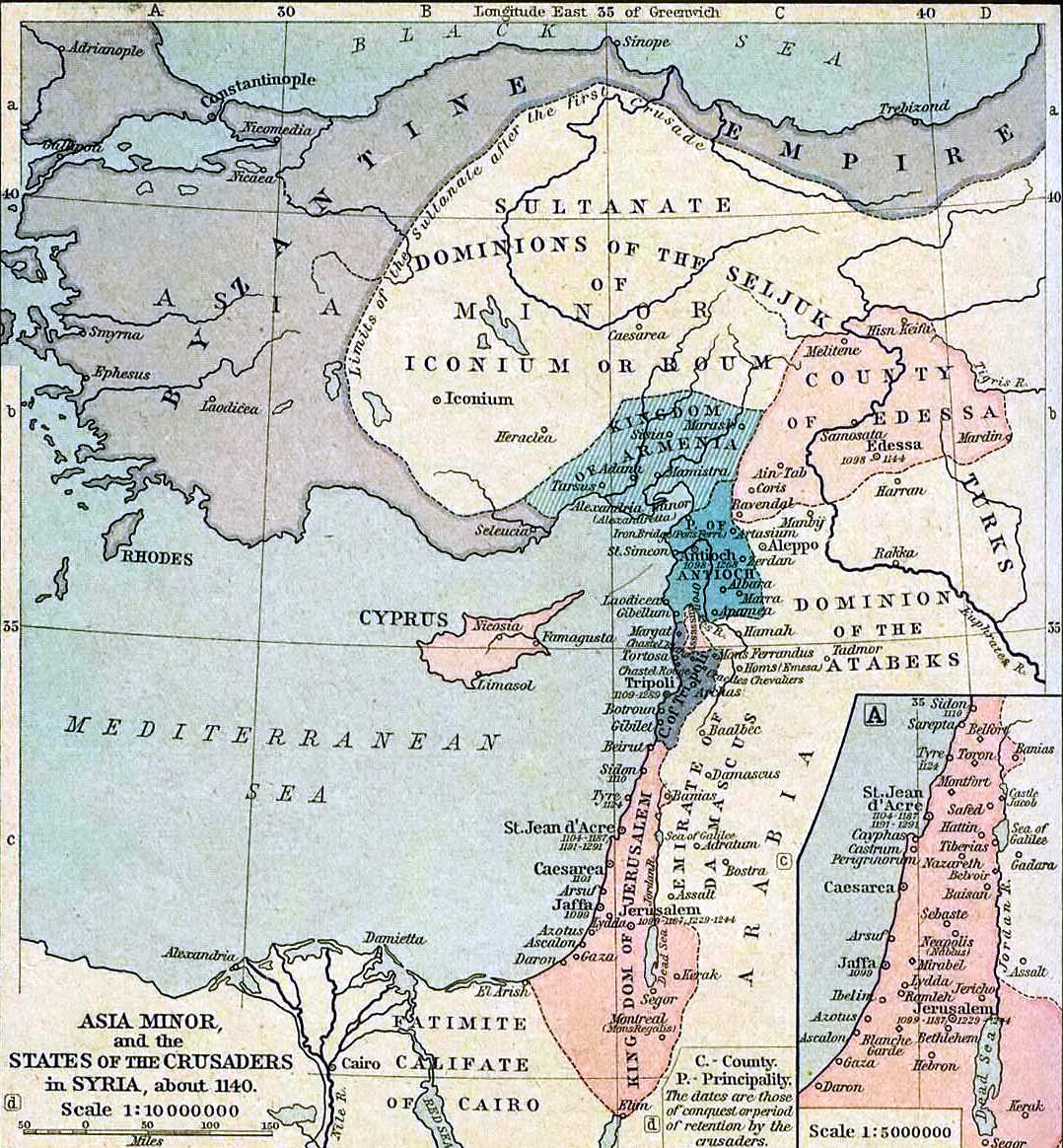
1140年ごろの小アジアと十字軍国家群

第4回十字軍の際、東ローマ帝国が征服され、4つの国家に分かれた。
- ラテン帝国：コンスタンティノポリス（東ローマ帝国の首都）を統治し、ギリシア人の東ローマ皇帝はニカイアに避難する羽目になった（亡命政権のひとつ、ニカイア帝国）。
- テッサロニキ王国
- アテネ公国（カタルーニャ人傭兵団の国）
- アカイア公国

ヴェネツィア人は第4回十字軍の後、群島公国（英語：Duchy of the Archipelago、ナクソス公国（英語：Duchy of Naxos）としても知られる）をエーゲ海に建てた。1224年と1261年に、テッサロニキ王国とラテン帝国は、それぞれ東ローマ帝国の亡命政権（エピロス専制侯国、ニカイア帝国）に再征服された（コンスタンティノープルの回復）。しかし、十字軍の末裔たちはアテネとペロポネソス半島などを15世紀にオスマン帝国に征服されるまで支配し続けた。
聖ヨハネ騎士団（ホスピタル騎士団、Knights Hospitaller）は、1291年のアッカ陥落とエルサレム王国滅亡で陸地の拠点を失い海に逃れ、海軍（海賊）となってムスリムや東ローマと戦った後、1310年に自分たち自身が軍事支配する国家を、ロドス島（ロードス島）ほかいくつかのエーゲ海の島々で確立した。彼らはロードス騎士団を名乗り、新人を加えて盛んにムスリムの商船や軍艦を襲ったが、1522年にスレイマン1世率いるオスマン帝国のロードス島侵攻に抗いきれず、ロードス島から退去させられた。

## プロイセン
元々、陥落寸前のアッカを守るために結成され、のちにハンガリーなどに移り異民族・異教徒への尖兵となった「ドイツ人の聖母マリア騎士修道会」（ドイツ騎士団）は、東方十字軍の際にバルト海沿岸の異教徒プロイセン人・リトアニア人と戦い、ドイツ騎士団領を建設した。騎士団領はのちに世俗化されてプロイセン公国となった。近代ドイツを統一したプロイセン王国の国名はこの公国にちなむ。